# Vittorio Bongiorno
Vittorio Bongiorno (Palermo, 1973) è uno scrittore italiano.

## Biografia
Ha esordito giovanissimo, con il romanzo La giovane Holding (Comix, 1997), al quale segue il noir psichedelico In paradiso (DeriveApprodi, 2001) ambientato nella casbah di Torino. 
Nel 2006 esce il romanzo di formazione Il bravo figlio (Rizzoli), ispirato al disco di Nick Cave The good son e recensito da Fernanda Pivano sul Corriere della Sera .
Ha scritto e diretto il cortometraggio K sta tornando a casa (1997), premio Spazio Torino al 14° Torino Film Festival , la sceneggiatura Il Duka (Premio Sacher 2003) , pubblicato come racconto su Alias - inserto de il manifesto - e il lungometraggio Alma, diretto da Massimo Volponi (Premio Miglior Sceneggiatura al BAFF, 2010) .
Nel 2010 ha scritto e diretto il documentario “Buia era la notte” .
Nel 2011 ha pubblicato per Einaudi Stile Libero il romanzo “Il Duka in Sicilia” .

## Cronologia delle opere

### Romanzi
- La giovane Holding, Comix (1997)
- In paradiso, Derive Approdi (2001)
- Il bravo figlio, Rizzoli (2006)
- Il Duka in Sicilia, Einaudi (2011)

### Racconti
- Il giovane, in AA.VV., Ticket to write. Giovani scrittori italiani e canzoni dei Beatles, a cura di Guido Michelone, Arcana fiction, 2003
- Il Duka, Alias - il manifesto, 2003
- Piccoli particolari senza importanza, Regalo di Natale, Natale psicopatico - tre racconti brevi in AA.VV., Black Christmas, Cattivissimi racconti di Natale, a cura di Antonio Barocci, Zona, 2005 [7]
- Io non sono come te, 40K, 2011 [8]

### Cinema
- K sta tornando a casa, regia, sceneggiatura e musiche, Milk Korowa Film, 2006
- Alma, sceneggiatura, regia di Massimo Volponi, Crackers Film, 2009
- Buia era la notte, documentario, regia e sceneggiatura, Oedipus Film / Dreamed, 2010

## Premi
- K sta tornando a casa, terzo classificatao al premio Spazio Torino al 14° Torino Film Festival, 1996 [9]
- Il Duka, Premio Sacher, 2003 [10]
- Alma, Premio Miglior Sceneggiatura al B.A. Film Festival, 2010